# Corpus (musée)
Pour les articles homonymes, voir Corpus (homonymie).
Corpus (stylisé en majuscules « CORPUS ») est un musée interactif de biologie humaine ayant pour thème principal le corps humain, avec un centre de congrès, situé sur l'autoroute A44 à Oegstgeest près de Leyde aux Pays-Bas.
Le musée a pour attraction principale « un voyage à travers le corps humain », le public est dirigé d'une manière accessible en 55 minutes à travers « le corps humain ». Le nom « corpus » signifie « corps » en latin.
Le bâtiment de Corpus contient un modèle assis d'un corps humain de 35 mètres de haut, le long de l'A44 à la sortie de Leyde. Le bâtiment est de huit étages de haut et a coûté environ vingt millions d'euros.  Le 14 mars 2008, le musée fut officiellement inauguré par la reine Béatrix.